# 11145 Емануеллі
11145 Емануеллі (11145 Emanuelli) — астероїд головного поясу, відкритий 29 серпня 1997 року.
Тіссеранів параметр щодо Юпітера — 3,643.